# Salon des indépendants de 1912
Le Salon des indépendants de 1912 est la vingt-huitième édition du Salon des indépendants, une exposition artistique annuelle à Paris, en France. Il se tient du 20 mars 1912 au 16 mai 1912 sur le quai d'Orsay et le pont de l'Alma.

## Artistes et œuvres présentés
- Marc Chagall, À la Russie, aux ânes et aux autres.
- Robert Delaunay, La Ville de Paris.
- Henri Le Fauconnier, Le Chasseur.
- Roger de La Fresnaye, Alice au grand chapeau.
- Albert Gleizes, Les Baigneuses.
- Samuel Granovsky[2]
- Juan Gris, Portrait de Pablo Picasso.
- Fernand Léger, La Noce.
- Jean Metzinger, Femme au cheval.